# (8515) Corvan
(8515) Corvan (1991 RJ) – planetoida z grupy pasa głównego asteroid okrążająca Słońce w ciągu 4,24 lat w średniej odległości 2,62 au. Odkryta 4 września 1991 roku.